# Agrochola dorsojuncta
Agrochola dorsojuncta là một loài bướm đêm trong họ Noctuidae.